# Денишівське водосховище
Дениші́вське водосховище — руслове водосховище на річці Тетерів у Житомирському районі Житомирської області. Водосховище було споруджено в 1982 році.

## Історія
У 1974 році почалося будівництво Денишівського водосховища з греблею заввишки 27 метрів. Завдяки греблі утворилося водосховище повним обсягом у 24 мільйони кубометрів води та площею дзеркала 500 га. Водосховище є значним джерелом води для побутових та виробничих потреб міста. Сьогодні входить до складу об'єктів Житомирського управління водопровідно-каналізаційного господарства.
Наповнення водосховища почалося в 1982 році і здійснювалося протягом кількох років. Від водосховища та вздовж шосе Н03 був побудований водовід. Дениші́вське та Відсічне водосховища забезпечують водовіддачу об'ємом 129 тисяч кубометрів води на добу. Після створення водосховища на його берегах згодом утворилися дачні масиви житомирян.
Водосховище підпорядковується Житомирському виробничому управлінню водопровідно-каналізаційного господарства.

## Основні параметри водосховища
- рівень мертвого об'єму — 27 м;
- повний об'єм — 12,9 млн м³;
- корисний об'єм — 10,9 млн м³;
- площа дзеркала — 255 га;
- максимальна глибина — 20 м.